# Masta Killa
Jamel Arief (născut Elgin Turner pe 18 august 1969), mai cunoscut ca Masta Killa, este un rapper american și membru al trupei Wu-Tang Clan. Deși unul dintre membrii mai puțin cunoscuți ai formației (apare pe o singură piesă pe albumul de debut din 1993 Enter the Wu-Tang (36 Chambers)), a fost prolific pe albumele grupului dar și pe materiale solo începând cu mijlocul anilor '90 iar în 2004 și-a lansat albumul solo de debut No Said Date.
1. ↑  CONOR.SI[*] Verificați valoarea |titlelink= (ajutor)